# Rowley (East Riding of Yorkshire)
Rowley – wieś w Anglii, w hrabstwie East Riding of Yorkshire. Leży 13 km na zachód od miasta Hull i 254 km na północ od Londynu. W 2001 miejscowość liczyła 1030 mieszkańców.